# Alte Danziger Schloßbrauerei

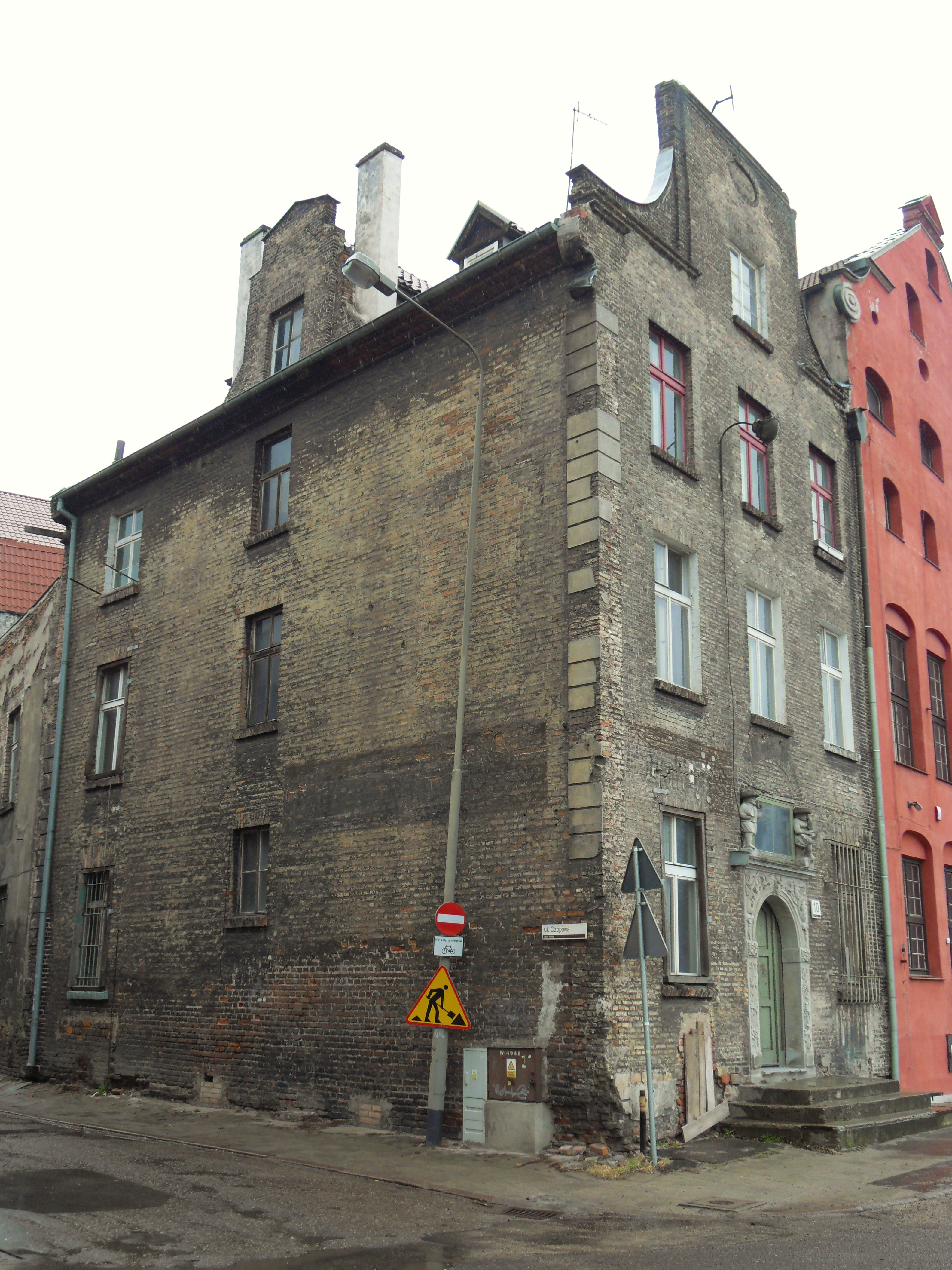
Tzw. „Dom browarnika” w Gdańsku przy ul. Rycerskiej 10

Alte Danziger Schloßbrauerei (Stary Gdański Browar Zamkowy) – browar w Gdańsku, przy Rittergasse 10 (ul. Rycerska) i Zapfengasse (ul. Czopowa) działający w latach 1657–1915. Budynek po browarze został ujęty w rejestrze zabytków pod nr rej.: A-541 z 3.02.1972.

## Historia
Założony po 1657 na posesji dzierżawionej od władz Gdańska przez Marię Schielthen, wydzielonej z obszaru tzw. zamczyska, wcześniej zamku krzyżackiego. Zachowany do dziś tzw. „Dom browarnika” wybudowano w miejscu b. fosy zamkowej. W późniejszym okresie browar był wielokrotnie rozbudowywany, należąc kolejno do kilkudziesięciu właścicieli (wymienionych w infoboksie). W „Domu browarnika” początkowo mieszkała rodzina właściciela browaru, następnie jego pracownicy. W 1913 jako Alte Danziger Schloßbrauerei został przejęty przez ówcześnie największy browar w Gdańsku – Danziger Aktien Bierbrauerei, który w 1915 wstrzymał w nim produkcję piwa, do 1929 ograniczając działalność do magazynowania i rozlewania napojów (według innych źródeł, działalność browarniczą zakończono tu wcześniej, prowadząc tu od XIX w. destylację likierów). W latach 1942–1945 w „Domu browarnika” prowadzona była działalność restauracyjna pod szyldem Zum Schloβbrau (do browaru zamkowego). Choć w 1945 spaleniu uległ dach budynku, zachował się unikatowy budynek „Domu browarnika”, perełka XVIII-wiecznej gdańskiej architektury, m.in. wraz z oryginalną stolarką oraz portalem nad wejściem z dwoma browarnikami. Jest to jedyny, obok Dworu Uphagena przy ul. Długiej, zachowany przykład gdańskiej kamienicy mieszczańskiej.
Po II wojnie światowej, do 2010, browar pełnił funkcję mieszkalną. Od 2012 trwały w nim prace konserwatorskie, zintensyfikowane w 2016 przez spółkę Gdańska Infrastruktura Wodno-Kanalizacyjna, będącą od 2014 właścicielem obiektu. Wartość wykonanych prac sięgnęła 9,5 mln zł.

## Kolejne nazwy
- F.J. Stolle u. Compagnie 1792–
- Brauerei J. Witt 1855
- Brauerei J. Witt Inh. Margarethe Glaubitz
- Alte Danziger Schloßbrauerei 1865-
- Alte Schloßbrauerei Genossenschaft mit beschränkter Haftpflicht in Danzig 1909–1913
- Die Aktiengesellschaft in Firmen Danziger Aktien-Bierbrauerei in Danzig 1913–